# John Redmond
John Edward Redmond (Condado de Wexford, 1 de septiembre de 1856 - Londres, 6 de marzo de 1918) fue un político irlandés, líder del Partido Parlamentario Irlandés entre 1900 y 1918.

## Juventud y primeros años
Nacionalista desde pequeño, su padre fue un activista de la causa irlandesa. Se educó en colegios jesuitas y estudió Derecho. Involucrado en política por su padre, en 1880 fue elegido parlamentario en representación del Partido Parlamentario Irlandés. Fue un fuerte opositor a la política nacionalista violenta que algunos propugnaban, defendiendo la postura del Home Rule, una limitada forma de autogobierno para Irlanda propuesta por el Reino Unido.

## Líder del Partido Parlamentario Irlandés
A partir de 1891 lideró la facción pro-Parnell del partido, luego de la muerte de este último; y cuando el partido se reunificó en 1900 fue elegido como su presidente. Su lucha por establecer que la Home Rule fuera aprobada se extendió hasta 1911, cuando el parlamento británico la aprobó luego de cuatro proyectos fracasados. Sin embargo, esta situación fue fuertemente rechazada por los irlandeses protestantes que temían el dominio de un Estado católico y un desequilibrio de la situación económica debido al carácter predominantemente agrícola de Irlanda.
Su amenaza de oponerse por la violencia, que coincidía con los irlandeses católicos más extremos en no aceptar esta política moderada, llevaron a que el Reino Unido reformulara la Home Rule y dividiera Irlanda en zonas católicas y protestantes. Estas últimas seguirían gobernadas por los británicos por un tiempo determinado. Aunque se opuso a este cambio, Redmond y su partido lo aceptaron, en el entendido que sería algo temporal. Sin embargo, el inicio de la Primera Guerra Mundial pospuso cualquier cambio hasta después del conflicto. Redmond tuvo la oportunidad de ser el jefe del gobierno irlandés, pero su entusiasta apoyo a la participación irlandesa en la guerra junto a los británicos y el alzamiento de Pascua de 1916, sepultaron su liderazgo.

## Declive político
Este último hecho, promovido por una minoría católica que buscaba la independencia total y la fuerte represión británica —todos los líderes del movimiento fueron ejecutados como traidores y el alistamiento en el ejército se hizo obligatorio— encendieron el nacionalismo irlandés y dieron una fuerza inesperada al Sinn Féin, un partido que nada había tenido que ver con el movimiento, pero que ante la opinión pública era el referente de los nacionalistas católicos. Su líder, Éamon de Valera, surgió entonces como el líder de Irlanda en su lucha independentista. En 1918 el Sinn Féin obtuvo la mayoría en las elecciones general y proclamó la independencia unilateral de Irlanda, estableciendo la República de Irlanda.
Sin embargo, Redmond no alcanzó a vivir el colapso del partido por el cual había luchado toda su vida. Falleció en marzo de 1918 y fue sucedido en la dirección del movimiento por John Dillon. Por muchos es considerado un héroe por su compromiso con la no violencia en un período convulsionado y muy polarizado de la política irlandesa.